# Ipomoea diehlii
Ipomoea diehlii är en vindeväxtart som beskrevs av Marcus Eugene Jones. Ipomoea diehlii ingår i släktet praktvindor, och familjen vindeväxter. Inga underarter finns listade i Catalogue of Life.